# WHITE FOX
주식회사 WHITE FOX는 일본 애니메이션 제작 회사이다.

## 역사
OLM에서 제작팀 OLM TEAM IWASA(오엘엠 팀 이와사)의 프로듀서였던 이와사 가쿠가 독립해, 2006년에 제작된 텔레비전 애니메이션 《칭송받는 자》의 메인 스태프들과 함께 2007년 4월 도쿄도 스기나미구 시모이구사에 설립한 애니메이션 제작 스튜디오다.
2010년 1월 7일에 WHITE FOX가 《칼 이야기》의 기밀 자료가 유출된 것을 공표했다. 1월 4일 동사 FTP 서버에 제3자에 의한 크래킹 행위가 있어, 내부 자료가 되는 그림 콘티나 각본, 캐릭터 디자인 등이 인터넷상에 유출되었다고 한다.
2011년, 새롭게 오기쿠보 스튜디오를 신설했다. 2016년에는 시즈오카현 이토시에 이즈 고원 스튜디오를 개설했다.
2016년, 자사 최초의 오리지널 애니메이션 《장신소녀 마토이》를 제작했다.
2018년, 애니메이션 《무직전생 ~이세계에 갔으면 최선을 다한다~》의 제작을 개시함에 있어서, 애니메이션 프로듀스 회사인 EGG FIRM과 공동으로, 새로운 제작 회사 스튜디오 바인드를 설립했다.

## 작품

### 텔레비전 애니메이션
- 티어즈 투 티아라 (2009년)
- 카타나 가타리 (2010년)
- Steins;Gate (2011년)
- 요르문간드 (2012년)
- 요르문간드 PERFECT ORDER (2012년)
- 알바 뛰는 마왕님! (2013년)
- 슈퍼 소니코 THE ANIMATION (2014년)
- 주문은 토끼입니까? (2014년)
- 아카메가 벤다! (2014년)
- 칭송받는 자 ~ 거짓의 가면 (2015년)
- 주문은 토끼입니까?? (키네마 시트러스와 공동 제작, 2015년)
- Re:제로부터 시작하는 이세계 생활 (2016년)
- 장신소녀 마토이 (2016년)
- 제로부터 시작하는 마법의 서 (2017년)
- 소녀종말여행 (2017년)
- Steins;Gate 0 (2018년)
- 고블린 슬레이어 (2018년)
- 흔해빠진 직업으로 세계최강 (아스리드와 공동 제작, 2019년)
- 이 용사가 ZZANG센 주제에 너무 신중하다 (2019년)
- Re: 제로부터 시작하는 이세계 생활 2nd seaason (2020년)
- 칭송받는 자: 두 명의 백황 (2022년)
- 전국요호 (2024년)
- 추남 진성 파이터 (2025년)

#### 제작 협력
- 아라카와 언더 더 브리지 (제작 원청: 샤프트, 각화 협력 프로덕션, 2010년)
- THE IDOLM@STER (제작 원청: A-1 Pictures, 각화 제작 협력, 2011년)
- 빙의 이야기 (제작 원청: 샤프트, 각화 제작 협력, 2014년)
- 은혼° (제작 원청: 반다이 남코 픽쳐스, 각화 제작 협력, 2015년)
- 미카구라 학원 조곡 (제작 원청: 동화공방, 각화 제작 협력, 2015년)
- 건어물 여동생! 우마루짱 (제작 원청: 동화공방, 각화 제작 협력, 2015년)

### 극장 애니메이션
- 에반게리온 신극장판: Q (제작 원청: 카라, 동화, 2012년)
- 극장판 슈타인즈 게이트: 부하영역의 데자뷰 (2013년)
- 고블린 슬레이어: 고블린즈 크라운 (2020년)

### 게임 내 애니메이션
- Rewrite (2nd 오프닝 애니메이션 제작, 2011년)
- 칭송받는 자 ~ 거짓의 가면 (오프닝 애니메이션 제작, 2015년)

### PV
- JAXA - DPR 스페셜 무비 (2013년)

## 논란
WHITE FOX는 애니메이션 제작사지만 우익 요소를 삽입하는 것으로 유명하며 논란이 심하다. 슈타인즈 게이트 애니메이션판에서는 사죄와 배상을 요구한다는 요소를 삽입하였고, 소니애니 -SUPER SONICO THE ANIMATION-은 1화부터 야스, 쿠니의 이름이 붙어있는 야구부원이 나와 논란이 일었으며, 다른 야구부원의 등엔 토미 14가 붙어있으며 이를 해석하면 토미 이치(1) 죽어라(4)로, 무라야마 담화를 발표한 무라야마 토미이치를 비하하는 의도로 보여 논란을 가중시키고 있다.
이 때문에 애니플러스는 이 공문을 통해 해당 애니메이션의 방영을 취소하고, 제작사와의 수입마저 끊겼다. 이후 7개월 뒤 아카메가 벤다!를 방영하기 시작하여 수입 재개를 강행했다.
2016년에 방영된 Re:제로부터 시작하는 이세계 생활에서는 일본군의 성공 암호인 토라 토라 토라라는 대사와 거수 경례로 인해 논란이 일었다.